# 1882 en musique
| \| • Retour à la chronologie générale de la musique populaire • \| |
| XXIe siècle • XXe siècle • XIXe siècle • XVIIIe siècle XVIIe siècle • XVIe siècle • XVe siècle • XIVe siècle XIIIe siècle • XIIe siècle • XIe siècle • Xe siècle IXe siècle • VIIIe siècle • Haut Moyen Âge • Rome • Grèce |
| • Retour à la chronologie générale de la musique populaire • |

| • Retour à la chronologie générale de la musique populaire • |

| Années de la musique populaire : 1879 - 1880 - 1881 - 1882 - 1883 - 1884 - 1885    |
| Décennies de la musique populaire : 1850 - 1860 - 1870 - 1880 - 1890 - 1900 - 1910 |

## Événements
- 14 janvier : premier numéro de la revue hebdomadaire Le Chat noir publiée par Rodolphe Salis et Émile Goudeau pour assurer la promotion du cabaret ; elle paraîtra jusqu'en 1897.
- Marcel Legay met en musique la Chanson du semeur de Jean Baptiste Clément[1] et la crée à l'Eldorado.
- La romance La Chanson des blés d'or, musique de Frédéric Doria sur des paroles de Camille Soubise et L. Le Maître, est créée par Marius Richard à la Scala à Paris.
- Benjamin Bradbury dépose le premier brevet pour une mandoline-banjo à New York[2].
- La chanteuse Amiati crée Le Fils de l'Allemand, chanson patriotique française revancharde, paroles sont de Gaston Villemer et de Lucien Delormel, musique de Paul Blétry.
- Chanson Cielito lindo du compositeur mexicain Quirino Mendoza (es)[3].

## Naissances
- 19 mars : Marcelly, chanteur de café-concert et de music-hall français, mort en 1966
- 31 mars : Scott Hayden, compositeur afro-américain de musique ragtime († 16 septembre 1915).
- 9 novembre : Charles-Joseph Pasquier, dit Bach, chanteur comique troupier français, mort en 1953[4].

## Décès
- 20 février : Louis Adolphe le Doulcet, comte de Pontécoulant, militaire et musicologue français, né en 1795.
- 12 novembre : Jules Vinçard, artisan français, propagandiste du saint-simonisme, chansonnier et goguettier, né en 1796.